# Raczyna (dopływ Nysy Kłodzkiej)
Raczyna (czes. Račy potok) – rzeka w Czechach i w południowej Polsce, prawy dopływ Nysy Kłodzkiej.
Płynie przez Sudety Wschodnie (Góry Złote, czes. Rychlebské hory), Przedgórze Paczkowskie, czes. Žulovská pahorkatina i Obniżenie Otmuchowskie.
Górska rzeka, o długości około 25,7km, prawy dopływ Nysy Kłodzkiej, jest ciekiem III rzędu należącym do dorzecza Odry, zlewiska Morza Bałtyckiego.
Źródło rzeki położone jest w Czechach w kraju ołomunieckim (czes. Olomoucký kraj), w powiecie Jesionik w północno-zachodniej części Gór Złotych (cz.Rychlebské hory) u południowego podnóża wzniesienia Kobyla Kopa czes. Koníček, na wysokości ok. 649 m n.p.m.

## Charakterystyka
Rzeka wypływa z niewielkiego, bagiennego terenu położonego w obniżeniu między wzniesieniami Kobyla Kopa (czes. Koníček, po północnej stronie) i Černý vrch (po południowej stronie). W początkowym biegu rzeka płynie w kierunku wschodnim szeroką, płytko wciętą, zalesioną doliną. Niżej, na poziomie 670 m n.p.m., rzeka skręca na północny wschód i płynie głęboko wciętą V-kształtną, malowniczą krajobrazowo doliną rzeczną Račí Údolí w kierunku czeskiej miejscowości Horní Fořt. Przed Horní Fořt na poziomie 380 m n.p.m. rzeka opuszcza zalesioną dolinę, a tym samym i Góry Złote, i wpływa na Przedgórze Paczkowskie pomiędzy zabudowania miejscowości Horní Fořt. Po opuszczeniu miejscowości płynie otwartym terenem w kierunku granicy polsko czeskiej. Po 13,3 km swojego biegu, na wysokości ok. 235 m n.p.m., opuszcza Czechy i wpływa do Polski. Płynie wśród pól uprawnych w kierunku północno-wschodnim, po czym po przepłynięciu ok. 12,4 km od granicy, na wysokości około 198 m n.p.m., na południe od Paczkowa, uchodzi do Nysy Kłodzkiej. Koryto rzeki kamienisto-żwirowe, słabo spękane i na ogół nieprzepuszczalne, z małymi progami kamiennymi, na których w górnym biegu w kilku miejscach występują niewielkie wodospady. Zasadniczy kierunek biegu rzeki jest północno-wschodni. Jest to rzeka górska, która wraz ze swymi dopływami odwadnia zachodnią część masywu Gór Złotych oraz odprowadza część wód z Przedgórza Paczkowskiego. Rzeka w górnym biegu dzika, w środkowym i dolnym uregulowana. W większej części swojego biegu płynie terenem zalesionym, brzegi w 20% zadrzewione, szerokość koryta 3,8 m, a śr. głębokość 0,25 m. W trakcie budowy Jeziora Otmuchowskiego zmieniono bieg rzeki na odcinku od Trzeboszowic do ujścia. W tej części swojego biegu płynie ona sztucznym korytem między wałami kanału ulgi Jeziora Otmuchowskiego.
Rzeka charakteryzuje się dużymi, niewyrównanymi spadkami podłużnymi i zmiennymi wodostanami, z typową dla potoków górskich „kaskadyzacją” kilkunastocentymetrowymi progami piętrzącymi, znajduje się na niej szereg progów redukujących spadek.
Gwałtowne topnienie śniegów wiosną, a w okresach letnich wzmożone opady i ulewne deszcze, które należą do częstych zjawisk, powodują wezbrania wody. Często przybierają one groźne rozmiary, stwarzając zagrożenie powodziowe u podnóża gór.

## Główne dopływy
- lewe – Jaworka, Czerwony Potok, Kanał Ulgi Nysy Kłodzkiej.
- prawe – Świdna

oraz wiele bezimiennych strumieni i potoków mających źródła na zboczach przyległych wzniesień.

## Miejscowości nad rzeką
- po stronie Czech: Horní Fořt,
- po stronie Polski: Trzeboszowice, Ścibórz, Frydrychów, Otmuchów.

## Inne
- W rzece występuje strzebla, pstrąg potokowy, kiełb, lin oraz śliz, który jest gatunkiem dominującym.